# 眾議院解散

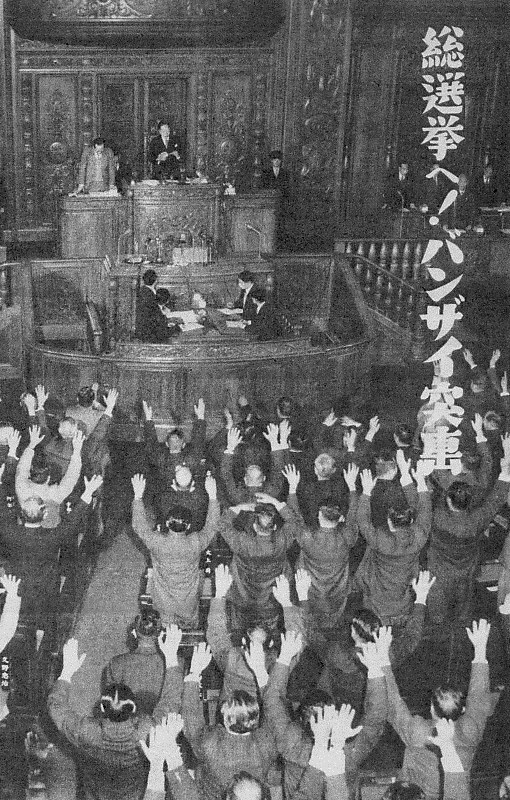
1953年3月14日眾議院解散（混蛋解散）時的眾議院議場，議長向全體議員宣讀時任昭和天皇所簽署的眾議院解散詔書，日本第25屆眾議院解散。圖中可見議員們依照慣例呼喊萬歲口號

眾議院解散（日语：／ shūgiin kaisan */?）是日本眾議院的解散制度，從《大日本帝國憲法》下的帝國議會到《日本國憲法》下的國會均存在此機制。
根據現行法律，眾議院的解散由內閣發動，但實務上的發動者是內閣總理大臣（首相）。內閣在主動或被動（如不信任案通過）的情況下，可由內閣總理大臣召開會議經全體閣員署名同意後，呈交建議書向天皇提請發布詔書以解散眾議院（此步只是程序）。解散詔書由眾議院議長向全體議員宣讀後，所有議員立即解職；眾議院隨後在解散起40日內改選，以產生新一屆議員。

## 現行憲法下的眾議院解散
根據《日本國憲法》，眾議院解散的發動權在內閣；在程序上，需由天皇根據內閣的助言和承認頒布詔書來執行，是天皇行使的國事行為之一（憲法第7條第3項）。
與其他內閣制國家相同，發動解散眾議院有兩大原因：
- 被動：依據憲法第69條（日语：日本国憲法第69条），內閣在眾議院通過不信任案後，必須在10日內解散眾議院，否則必須總辭（日语：内閣総辞職）下台。案例有1953年的「混蛋解散」。
- 主動：內閣可視情況，自行提請解散眾議院。常在朝野僵局無法打破（如預算案）、或者內閣總理大臣企圖鞏固執政基礎時發生；前者案例有2012年野田内閣發動的「近期解散（日语：近いうち解散）」，後者則有2017年安倍內閣發動的「國難突破解散（日语：国難突破解散）」。

發動解散的建議書雖然需要全體國務大臣簽名同意，但閣員的任免權屬於首相（依憲法第68條），如有閣員拒絕簽名，首相可當場將該名閣員開除，等同使發動解散成為首相的專有權利；因為如此，解散眾議院被稱為「總理的大權」或「傳家寶刀」。

### 程序
內閣總理大臣召開內閣會議，會中全體閣員在眾議院解散的建議書上署名後，透過內閣總務官將建議書送交到天皇所在的皇居，提請天皇頒布眾議院的解散詔書。解散詔書的制式文字是「依日本國憲法第七條，解散眾議院」（日本国憲法第七条により、衆議院を解散する）。天皇依法下詔後，內閣總務官須護送詔書至眾議院開會所在地，即國會議事堂。經過會議流程上的準備後，眾議院議長必須於院會上，向全體議員公開宣讀詔書；宣讀完畢後，議員們依照慣例，進行「萬歲三唱」（連喊三聲萬歲），以示對天皇詔令的承認。如解散時間落在會期以外，則由議長召集各黨團代表後，在議長接待室內宣讀詔書，其餘議員則透過眾議院公報來轉知；不過此種狀況不多，最近一次是1986年的「裝死解散」。
眾議院解散詔書宣讀完畢的當下，包括議長在內的所有議員，均在任期未滿的狀態下強制免職、失去議員身分；眾議院的會期直接結束，審議法案、預算案、內閣不信任案等審議中的議案全部作廢，直到舉行總選舉產生新一屆議員為止。參議院同時休會至眾議院新任議員就職為止，但國家在期間內如發生緊急事態，內閣可視情況要求已解散的舊屆參議院召開緊急會議；惟會議中所議決的措施，在新一屆眾議院召開後10日內需要獲得追認，否則自動失效（憲法第54條）。

## 舊憲法下的眾議院解散
《大日本帝國憲法》下的眾議院解散是屬於天皇的大權（第7條），在國務大臣的輔弼下行使（第55條第1項）。所以，實際上決定解散的是內閣。解散詔書的制式文字是「朕依帝國憲法第七條，命眾議院解散」（朕帝國憲法第七條ニ依リ衆議院ノ解散ヲ命ス）。

## 歷次解散列表

### 舊憲法時期
|    | 解散年月日                    | 帝國議會回次・種別 | 解散時的內閣    | 主要通稱                  | 選舉   | 備考 |
| -- | ----------------------------- | ------------------ | --------------- | ------------------------- | ------ | --- |
| － | （1891年（明治23年）7月1日）  | －                 | 第1次山縣內閣   |                           | 第1回  | 第1回帝國議會（常會）的會期是同年11月29日到翌1892年（明治24年）3月7日。眾議院在同年11月25日、貴族院在同年11月27日成立。 |
| 1  | 1891年（明治24年）12月25日    | 第2回・通常        | 第1次松方內閣   |                           | 第2回  | |
| 2  | 1893年（明治26年）12月30日    | 第5回・通常        | 第2次伊藤內閣   |                           | 第3回  | |
| 3  | 1894年（明治27年）6月2日      | 第6回・特別        | 第2次伊藤內閣   |                           | 第4回  | |
| 4  | 1897年（明治30年）12月25日    | 第11回・通常       | 第2次松方內閣   |                           | 第5回  | 解散之日決定內閣總辭職                                                                                                  |
| 5  | 1898年（明治31年）6月10日     | 第12回・特別       | 第3次伊藤內閣   |                           | 第6回  | |
| － | （1902年（明治35年）8月10日） | 第16回・通常       | 第1次桂內閣     |                           | 第7回  | 並非眾議院解散、任期屆滿。                                                                                              |
| 6  | 1902年（明治35年）12月28日    | 第17回・通常       | 第1次桂內閣     |                           | 第8回  | |
| 7  | 1903年（明治36年）12月11日    | 第19回・通常       | 第1次桂內閣     |                           | 第9回  | |
| － | （1908年（明治41年）5月15日） | 第24回・通常       | 第1次西園寺內閣 |                           | 第10回 | 並非眾議院解散、任期屆滿。                                                                                              |
| － | （1912年（明治45年）5月15日） | 第28回・通常       | 第2次西園寺內閣 |                           | 第11回 | 並非眾議院解散、任期屆滿。                                                                                              |
| 8  | 1914年（大正3年）12月25日     | 第35回・通常       | 第2次大隈內閣   |                           | 第12回 | |
| 9  | 1917年（大正6年）1月25日      | 第38回・通常       | 寺內內閣        |                           | 第13回 | |
| 10 | 1920年（大正9年）2月26日      | 第42回・通常       | 原內閣          |                           | 第14回 | |
| 11 | 1924年（大正13年）1月31日     | 第48回・通常       | 清浦內閣        | 懲罰解散                  | 第15回 | |
| 12 | 1928年（昭和3年）1月21日      | 第54回・通常       | 田中內閣        | 普選解散                  | 第16回 | 舉行初次普選 |
| 13 | 1930年（昭和5年）1月21日      | 第57回・通常       | 濱口內閣        |                           | 第17回 | |
| 14 | 1932年（昭和7年）1月21日      | 第60回・通常       | 犬養內閣        |                           | 第18回 | 總理就任後立即解散 |
| 15 | 1936年（昭和11年）1月21日     | 第68回・通常       | 岡田內閣        |                           | 第19回 | 內閣不信任決議案的解散                                                                                                  |
| 16 | 1937年（昭和12年）3月21日     | 第70回・通常       | 林內閣          | 霸王餐解散                | 第20回 | |
| － | （1942年（昭和17年）4月30日） | 第79回・通常       | 東條內閣        | 翼賛選舉                  | 第21回 | 並非眾議院解散、任期屆滿。在前年延長任期1年。                                                                           |
| 17 | 1945年（昭和20年）12月18日    | 第89回・臨時       | 幣原內閣        | 終戰解散、 GHQ解散        | 第22回 | GHQ的指令。首度認可婦女參政權。                                                                                         |
| 18 | 1947年（昭和22年）3月31日     | 第92回・通常       | 第1次吉田內閣   | 新憲法解散、 第2次GHQ解散 | 第23回 | GHQ的指令。因為同年5月3日日本國憲法施行，大日本帝國憲法下最後一次解散。                                                 |

### 現行憲法時期
|    | 解散年月日                              | 國會回次・種別           | 解散時的內閣         | 主要通稱                           | 選舉   | 備考 |
| -- | --------------------------------------- | ------------------------ | -------------------- | ---------------------------------- | ------ | --- |
| 1  | 1948年（昭和23年）12月23日              | 第4回・常會              | 第2次吉田內閣        | 合謀解散                           | 第24回 | 內閣不信任決議通過 |
| 2  | 1952年（昭和27年）8月28日               | 第14回・常會             | 第3次吉田內閣        | 冷不防解散                         | 第25回 | 在議長接待室的解散 |
| 3  | 1953年（昭和28年）3月14日               | 第15回・特別會           | 第4次吉田內閣        | 混蛋解散                           | 第26回 | 內閣不信任決議通過，質詢時又爆粗口而稱之 |
| 4  | 1955年（昭和30年）1月24日               | 第21回・常會             | 第1次鳩山內閣        | 天之聲解散                         | 第27回 | 對政府三演說的代表質問中的解散 |
| 5  | 1958年（昭和33年）4月25日               | 第28回・常會             | 第1次岸內閣          | 協議解散                           | 第28回 | |
| 6  | 1960年（昭和35年）10月24日              | 第36回・臨時會           | 第1次池田內閣        | 安保解散                           | 第29回 | |
| 7  | 1963年（昭和38年）10月23日              | 第44回・臨時會           | 第2次池田內閣        | 所得倍增解散、 心情解散、 預告解散 | 第30回 | |
| 8  | 1966年（昭和41年）12月27日              | 第54回・常會             | 第1次佐藤內閣        | 黑霧解散                           | 第31回 | 召集時解散 |
| 9  | 1969年（昭和44年）12月2日               | 第62回・臨時會           | 第2次佐藤內閣        | 沖繩解散                           | 第32回 | |
| 10 | 1972年（昭和47年）11月13日              | 第70回・臨時會           | 第1次田中內閣        | 日中解散                           | 第33回 | |
| － | （1976年（昭和51年）12月9日 任期滿了）1 | （第78回・臨時會閉會後） | 三木內閣             | 洛克希德解散、 洛克希德選舉        | 第34回 | 任期屆滿（日本國憲法施行後唯一一次眾議院議員任期屆滿才解散）                                                                                           |
| 11 | 1979年（昭和54年）9月7日                | 第88回・臨時會           | 第1次大平內閣        | 增稅解散、 消費稅解散              | 第35回 | |
| 12 | 1980年（昭和55年）5月19日               | 第91回・常會             | 第2次大平內閣        | 碰巧解散                           | 第36回 | 內閣不信任決議通過的眾議院解散。在議長接待室宣讀解散詔書。和第12回参議院議員通常選舉的眾参同日選舉。                                                   |
| 13 | 1983年（昭和58年）11月28日              | 第100回・臨時會          | 第1次中曾根內閣      | 田中判決解散                       | 第37回 | |
| 14 | 1986年（昭和61年）6月2日                | 第105回・臨時會          | 第2次中曾根內閣      | 裝死解散、 裝睡解散                | 第38回 | 召集時解散。在議長接待室宣讀解散詔書。和第14回参議院議員通常選舉的眾參兩院同日選舉。                                                                   |
| 15 | 1990年（平成2年）1月24日                | 第117回・常會            | 第1次海部內閣        | 消費稅解散                         | 第39回 | 無所信表明演說（施政方針演說）的解散 |
| 16 | 1993年（平成5年）6月18日                | 第126回・常會            | 宮澤內閣             | 撒謊解散、 政治改革解散            | 第40回 | 內閣不信任決議通過 |
| 17 | 1996年（平成8年）9月27日                | 第137回・臨時會          | 第1次橋本內閣        | 小選區解散、 新選制解散、 無名解散 | 第41回 | 召集時解散 |
| 18 | 2000年（平成12年）6月2日                | 第147回・常會            | 第1次森內閣          | 神國解散、 千禧年解散              | 第42回 | |
| 19 | 2003年（平成15年）10月10日              | 第157回・臨時會          | 第1次小泉內閣        | 政權公約解散、 構造改革解散        | 第43回 | |
| 20 | 2005年（平成17年）8月8日                | 第162回・常會            | 第2次小泉內閣        | 郵政解散                           | 第44回 | 參議院否決郵政民營化法案 |
| 21 | 2009年（平成21年）7月21日               | 第171回・常會            | 麻生內閣             | 政權選擇解散、 受迫解散            | 第45回 | 議員在職天數是1410日。解散到大選投票的時間為40日，也是史上最長。                                                                                       |
| 22 | 2012年（平成24年）11月16日              | 第181回・臨時會          | 野田內閣             | 近期解散                           | 第46回 | |
| 23 | 2014年（平成26年）11月21日              | 第187回・臨時會          | 第2次安倍内阁 (改造) | 安倍經濟學解散                     | 第47回 | |
| 24 | 2017年（平成29年）9月28日               | 第194回・臨時會          | 第3次安倍内閣        | 國難突破解散                       | 第48回 | 召集時解散 |
| 25 | 2021年（令和3年）10月14日               | 第205回・臨時會          | 第1次岸田內閣        | 未來選擇解散 擺脫新冠V字回復解散   | 第49回 | 議員在職天數是日本國憲法通過後，除了任期屆滿外史上最長的1454日（離任期屆滿僅剩一周）。 解散到大選投票的時間僅17天，為史上第二短。 令和時代第一次解散。 |
| 26 | 2024年（令和6年）10月9日                | 第214回・臨時會          | 石破內閣             | 日本創生解散                       | 第50回 | 內閣就任僅8天即解散、就任26天即舉行總選舉投開票，均為戰後最短紀錄。 疫情後第一次解散。                                                                 |

## 記錄
- 解散最多記錄 - 吉田內閣，4回
- 戰後解散最短記錄 - 石破內閣，8日（組閣2024年（令和6年）10月1日・解散2024年（令和6年）10月9日）

## 脚注
1. ↑  浅野一郎・河野久著　『新・国会事典―用語による国会法解説』　有斐閣、2003年、35-36頁、芦部信喜編　『演習憲法』　青林書院、1984年、513-514頁。
2. ↑  日本経済新聞社 2011，第96頁.
3. ↑  日期是第1回眾議院議員總選舉舉行之日。
4. 1 2 3 4 5 6 7 8 9 10 11 12 13 14 15 16 17 18 19 20 21 22 23  「ごめんね カオナシ 自民党 お手上げ――解散、名付けると」『朝日新聞』2009年7月22日付朝刊、第13版、第38面。
5. 1 2 3 4  橋本五郎、飯田政之、加藤秀治郎「日本政治ハンドブック: 政治ニュースがよくわかる!」（一藝社）
6. ↑  【衆院解散】安倍晋三首相「国難突破解散」　北情勢、未曽有の危機迫り決断 （页面存档备份，存于） 産経新聞、2017年9月26日、9月28日閲覧
7. ↑  . 產經新聞. 産経デジタル. 2021-10-14  [2021-10-14]. （原始内容存档于2021-11-02） （日语）.
8. ↑  . 每日新聞. 每日新聞社. 2024-10-09  [2024-10-09] （日语）.

## 關聯項目
- 日本眾議院
- 解散議會
- 內閣總辭（日语：内閣総辞職）
- 眾參同日選舉（日语：衆参同日選挙）
- 眾議院議員總選舉
- 參議院緊急會議（日语：参議院の緊急集会）
- 特別國會（日语：特別会）
- 不信任決議
- 眾議院解散要求決議案（日语：衆議院解散要求決議案）